# Austrolimnophila lewisiana
Austrolimnophila lewisiana är en tvåvingeart som beskrevs av Günther Theischinger 1996. Austrolimnophila lewisiana ingår i släktet Austrolimnophila och familjen småharkrankar. Inga underarter finns listade i Catalogue of Life.